# Ocho apellidos marroquís
Ocho apellidos marroquís es una película española del año 2023, dirigida por Álvaro Fernández Armero y protagonizada por Michelle Jenner y Julián López. Es la secuela espiritual de Ocho apellidos vascos y Ocho apellidos catalanes.

## Argumento
Carmen (Elena Irureta) quiere cumplir la última voluntad de José María, su marido y patriarca de la familia: recuperar el 'Sardinete', el primer barco pesquero de su flota, que se encuentra anclado en un puerto marroquí. En su viaje de Cantabria a Marruecos, la acompañarán su hija Begoña (Michelle Jenner) y el ex de esta, Guillermo (Julián López), desesperado por recuperar su amor. Entre choques culturales, descubrirán además el gran secreto de José María.

## Reparto
- Michelle Jenner: Begoña
- Julián López: Guillermo
- María Ramos: Hamida
- Elena Irureta: Carmen
- Hamza Zaidi: Yashir
- Antonio Resines: José María
- Aníbal Soto: Matías
- Joaquín Núñez: Comisario
- Abdelatif Hwidar: Tío de Hamida
- Olga Hueso: Leonor
- Ayoub El Hilali: Abdel
- Álvaro Puertas: Karim
- Fernando Ustarroz: Beltrán
- Carolina Clemente: Sonsoles